# Palaemon affinis
Palaemon affinis — вид креветок из семейства Palaemonidae. Ранние авторы использовали название Palaemon affinis для экземпляров, которые, как теперь известно, принадлежат к различным видам. Теперь известно, что P. affinis является эндемиком вод Новой Зеландии.

## Таксономия
Palaemon affinis был впервые описан в 1837 году Анри Милн-Эдвардсом как Palaemon affinis и Palaemon quoianus. В 1876 году P. affinis был помещен в подрод Leander (который является подродом Palaemon). В 1954 году P. affinis был перемещен в подрод Palaemon, а P. quoianus был признан синонимом P. affinis.

## Распространение и среда обитания
Хотя ранее считалось, что этот вид присутствует во многих других странах, теперь известно, что он встречается только в Новой Зеландии. Однако было отмечено, что некоторые экземпляры на субантарктических островах и в Австралии также могут принадлежать к этому виды. Было высказано предположение, что численность добычи является основным фактором, контролирующим распространение P. affinis.
P. affinis встречается вдоль скалистых берегов в приливно-отливных зонах и в эстуариях. Креветка очень терпима к изменениям солености и может выжить в воде с соленостью 5-43 %.

## Питание
Вид в основном плотоядный. Судя по содержимому желудков, они в основном питаются амфиподами, но могут также поедать полихет, брюхоногих моллюсков, двустворчатых моллюсков и растения.